# بوبكر كوليبالي
بوبكر كوليبالي (بالفرنسية: Boubacar Coulibaly)‏ (6 مارس 1985 في مالي - ) هو لاعب كرة قدم مالي في مركز الوسط. لعب مع نادي فرايبورغ وSC Freiburg II ‏ وSV Wehen Wiesbaden II ‏.

## وصلات خارجية
- بوبكر كوليبالي على موقع قاعدة بيانات كرة القدم.إي يو (الإنجليزية)
- بوبكر كوليبالي على موقع عالم كرة القدم.نت (الإنجليزية)